# いんぐりもんぐりのオールナイトニッポン
『いんぐりもんぐりのオールナイトニッポン』は、ニッポン放送の深夜放送「オールナイトニッポン」の土曜2部（土曜日深夜27:00 - 29:00（日曜日未明3:00 - 5:00））で放送されていた番組。放送期間は1986年（昭和61年）4月12日から1987年（昭和62年）6月27日まで。パーソナリティはロックバンドのいんぐりもんぐり。

## 概要
1986年3月までは、オールナイトニッポンは土曜日深夜（日曜日未明）のみ、『サンデースペシャル』（サンスぺ）として25:00 - 29:00（1:00 - 5:00）の4時間通しての放送だったが、この年4月の改編から土曜日も2部制となり、当時放送されていた『ABブラザーズのオールナイトニッポン』は土曜1部の放送となって2時間（25:00 - 27:00（1:00 - 3:00））に短縮、本番組は“土曜2部初代の番組”としてスタートした。
いんぐりもんぐりのメンバーは全員、1986年春に高校を卒業したばかり。出身地の横浜を強く意識した選曲とムード作りに依った構成といわれた番組だった。毎週かかる曲数は15曲前後と当時のオールナイトニッポン各番組の中では多い方で、寄せられたはがきの9割超はファンの女性からのものだった。番組内コーナーの入れ替わりは激しく、本番組がスタートしてからわずか3か月ほどの間に始まっては終わっていったものが30近くあったという。番組終了は事前に決定していたがリスナーに告知を一切行わず、最終回となった1987年6月27日も通常のコーナーをこなし、ハガキ募集の告知も行った。エンディングテーマが流れる中、「今日で最終回」「来週から（本番組）ない」と突然発表し、「バイバーイ」とあっけらかんと終了した。

## 主なコーナー
おれの友達なんかすげーんだぜ
- とにかく“特技”を持っているという自分の身近の友人を紹介[1][2]。

ふんげェーイタカッたコーナー
- とにかく痛かったという経験談とその思いを綴ったはがきを紹介[1][2]。

夢見るウーパールーパー
- ウーパールーパーに関する話題を何でも募集[1][2]。

必殺仕置人コーナー
- 「こんな奴は仕置きしてやる」というリスナーから送られて来た仕置きして欲しい人物・物件などを、川田ともこの曲『あかね雲』（『新・必殺仕置人』主題歌）のインストゥルメンタルバージョンをBGMにして紹介。はがきを読み終えた後はメンバーが様々な「お仕置きのセリフ」を叫んで締めた[1]。

恐怖体験コーナー
- スタジオ内の照明を落として薄暗くし、リスナーから寄せられた恐怖体験のはがきを読む[1]。

いんぐりもんぐりのFree Way Music
- ドライブのBGMになりそうな歌詞と曲をいんぐりもんぐりのメンバー自ら選曲し、クール且つソフトに流すコーナー。“ソフトサイド”担当のDJは永島浩之、“タイトサイド”担当のDJは前島正義[1]。

YOKOHAMA MAP
- 他

## スタッフ
- ディレクター：須藤雅明[1]
- 構成作家：寺 孝厚[1]
- AD：菅原長一郎[1]（後にデーモン小暮のオールナイトニッポン、小泉今日子のオールナイトニッポンなども担当）

## ネット局
| - STVラジオ - 青森放送☆ - 岩手放送☆ - 山形放送☆ | - 新潟放送 - 信越放送☆ - 福井放送 - 静岡放送☆ - 中部日本放送☆ | - KBS京都 - 和歌山放送 - 四国放送☆ - 西日本放送 - 南海放送☆ | - 高知放送 - KBCラジオ - 長崎放送☆ - 熊本放送☆ |

（☆ - 当時、2部は土曜日のみ放送していた局）